# حسين أرشد
حسين أرشد (مواليد 3 مارس 1967) هو ملاكم باكستاني، مثّل بلاده في الألعاب الأولمبية الصيفية 1992.

## روابط خارجية
حسين أرشد على موقع اللجنة الأولمبية الدولية (الإنجليزية)
- حسين أرشد على موقع أوليمبيديا (الإنجليزية)
- حسين أرشد على موقع اتحاد ألعاب الكومنولث (مؤرشف) (الإنجليزية)